# Rolling Hills (comté de Madera, Californie)
Pour les articles homonymes, voir Rolling Hills.
Rolling Hills est une census-designated place du comté de Madera, dans l'État de Californie, aux États-Unis,. En 2020, elle compte une population de 793 habitants.